# السدس B
السدس ب (بالإنجليزية: Sextans B)‏ (المعروفة أيضا باسم UGCA 5373 و DDO 70 ) هي مجرة غير منتظمة تقع في كوكبة السدس في طرف المجموعة المحلية. تبعد حوالي 4.44 مليون سنة ضوئية من الأرض، وبالتالي فهي واحدة من أكثر الأعضاء الأكثر بُعداً في المجموعة المحلية، إذا كانت عضوا في الواقع. وتشكل زوجا مع المجرة المجاورة السدس A.
المجرة من نوع Ir IV-V وفقا لتصنيفها. قد تكون السدس B أيضا مرتبطة بالجاذبية مع المجرة NGC 3109 ومجرة مفرغة الهواء القزمة.
السدس B لديها جمهرة النجوم متماثلة، ولكن الوسط بين النجوم قد يكون غير متجانس. وتقدر كتلتها بنحو 2 × 108 أضعاف كتلة الشمس، منها 5.5 × 107 على شكل ذرات الهيدروجين. ويبدو أن تكوين النجوم في المجرة قد بدأ في فترات مختلفة في كثافة منخفضة، مفصولة بفترات عدم نشاط قصيرة. وجود متغير قيفاوي في المجرة يعني بأنها على الأقل تحتوي على بعض النجوم الشابه. تعد معدنية
السدس B منخفضة نوعا ما، مع مقدار تزيح Z = 0.001 تقريبا. وتنحسر السدس B عن درب التبانة بسرعة تصل إلى حوالي 300 كيلومتر في الثانية (190 ميل)، وربما تقع خارج المجموعة المحلية، حتى جارتها المجرة السدس A.
وقد تم تحديد خمسة سدم كوكبية في السدس B، وهي واحدة من أصغر المجرات التي يرصد فيها سدم كوكبية. وتم تحديدها عن طريق خطوط الانبعاثات الطيفية.كما أنها تحتوي على عنقود مغلق ضخم.

## وصلات خارجية
- السدس B على موقع ويكي سكاي: DSS2, SDSS, GALEX, IRAS, Hydrogen α, X-Ray, Astrophoto, Sky Map, Articles and images